# Верещагин, Глеб Юрьевич
Глеб Юрьевич Верещагин (14 апреля 1889 — 1 февраля 1944) — русский советский учёный-географ, лимнолог, гидробиолог, организатор науки. Исследователь озера Байкал. Доктор географических наук, профессор.
Директор Байкальской лимнологической станции Академии наук СССР (1930—1944).
Основные труды по ледовому режиму, динамике и морфологии берегов, гидробиологии Байкала. Автор теории морского происхождения байкальской фауны и флоры. Составитель карты глубин Байкала, дающей основное представление о рельефе дна озера.

## Биография
Родился в дворянской семье 14 апреля 1889 года. В 1908 году окончил с золотой медалью Варшавскую гимназию, а в 1913 году — отделение естествознания физико-математического факультета Варшавского университета. С 1914 года работал младшим зоологом в Зоологическом музее Петербургской академии наук.
Ещё в студенческие годы у него пробудился интерес к Байкалу, когда в 1911 году в Варшавском университете выступал с лекциями об этом озере известный его исследователь Б. И. Дыбовский (1833—1930). Студент 3-го курса Глеб Верещагин был сильно увлечён этими лекциями и стал мечтать о Байкале. Лишь в 1916 году ему удалось участвовать в Байкальской экспедиции академии наук, под руководством В. Ч. Дорогостайского. С тех пор он посвятил свою жизнь исследованиям этого уникального озера.
С 1919 года — учёный секретарь Гидрологического института, совместно с Л. С. Бергом (1876—1950) руководил Озёрным отделом. Был также секретарем Озёрной комиссии Русского географического общества.
В 1920—1924 годах руководил Олонецкой научной экспедицией по исследованию озёр Карелии.
В начале 1925 года был избран учёным секретарем Комиссии Академии наук по изучению озера Байкал. Составил перспективный план работы этой комиссии на пятилетку и 25 мая 1925 года экспедиция под его руководством начала свои исследования на Байкале. В 1925—1929 годах Байкальская экспедиция обследовала все основные районы озера. Благодаря организаторским способностям Г. Ю. Верещагина и его умелому руководству коллективом, результаты работы экспедиции оказались весьма плодотворными.
Учитывая постоянно увеличивающийся интерес к Байкалу, Президиум Академии наук решил преобразовать Байкальскую экспедицию в стационарное учреждение — Байкальскую лимнологическую станцию (1928), которая, таким образом, стала форпостом Академии наук в Сибири, а Г. Ю. Верещагин — первым её директором.
Глубина и древность Байкала позволили Г. Ю. Верещагину, обладавшему огромной эрудицией в области биологии, гидрологии, гидрохимии и геоморфологии, тщательно проследить разнообразные процессы в таких условиях, которых нет ни в одном другом озере мира. Его исследования на Байкале были тесно связаны с Бассейновым управлением водных путей Восточной Сибири, Байкальским пароходством, Гидроэнергопроектом, Ангарскстроем, рыбохозяйственными организациями Иркутской области и Бурятии, которые использовали в своей работе данные по химическому, ветровому и ледовому режиму Байкала.
В течение ряда лет Верещагин усиленно добивался создания Института озероведения в системе Академии наук, и уже в начале 1941 года готовилось постановление о создании такой организации, но начавшаяся Великая Отечественная война перечеркнула эти планы. Лишь в конце 1943 года в Ленинграде была создана Лаборатория озероведения Академии наук СССР с двумя Лимнологическими станциями — Байкальской и на озере Пуннус-Ярви на Карельском перешейке.
Много лет спустя, в 1971 году, из Лаборатории озероведения Отделения Геолого-географических наук АН СССР, организованной по инициативе Г. Ю. Верещагина, был образован крупный Институт озероведения РАН.
Умер 1 февраля 1944 года; похоронен на высоком берегу Байкала, на кладбище посёлка Листвянка в Иркутской области.

## Признание
Г. Ю. Верещагин был очень популярен в отечественных и зарубежных научных кругах. Как крупного учёного, преданного науке, и прекрасного организатора его высоко ценили академики В. М. Комаров, О. Ю. Шмидт, В. И. Вернадский, А. П. Виноградов, В. А. Обручев и другие.
За активную и плодотворную работу в области физической географии озёр Географическое общество наградило его золотой медалью имени П. П. Семёнова-Тян-Шанского.
Новое направление исследования озёр, проводимое Г. Ю. Верещагиным на Байкале, вызвало большой интерес среди участников IV Международного лимнологического (озероведческого) конгресса в Риме (1927). Здесь ему присудили высшую награду — памятную медаль, почётный диплом и избрали членом Совета международного объединения лимнологов.

## Память
В 1961 году Байкальская лимнологическая станция была реорганизована в крупный Лимнологический институт СО АН СССР. Каждые пять лет Лимнологический институт проводит международные Верещагинские научные конференции, на которых докладываются результаты новейших научных исследований Байкала.
В 1960 году на заводе «Ленинская кузница» в Киеве было построено судно «Г. Ю. Верещагин», ставшее самым крупным исследовательским судном на Байкале. Его водоизмещение 560 т, длина 43,6 м, ширина палубы 7,8 м.
В Музее землеведения МГУ установлен бронзовый бюст Г. Ю. Верещагина работы скульптора В. С. Манашкина.

## Сочинения
Г. Ю. Верещагин оставил большое научное наследство — более 280 книг и статей.
1911
- Vereschagin G.Yu. Zur Cladocerenfauna des Nowgorodischen Gouvernements(Waldayscher Bezirk). // Zool.Anz; 1911; 37(26):553-561.

1912
- Верещагин Г. Ю. Об изменениях цикличности Cladocera в зависимости от географической широты местности. // Протоколы засед. Об-ва естествоисп. при Варшавск. ун-те; 1912; XXIII(1-2):241-275.
- Верещагин Г. Ю. Краткий обзор современной техники собирания и обработки планктона. // Протоколы засед. Об-ва естествоисп. при Варшавск. ун-те; 1912; XXIII(3-4):99-142.
- Верещагин Г. Ю. К фауне Cladocera Кавказа. // Работы Лаборат. Зоол. каб. Варш. ун-та; 1912; ():1-12.
- Верещагин Г. Ю. К фауне Cladocera Кавказа. // Варш. ун-та изв.; 1912; (вып.6):1-17.
- Верещагин Г. Ю. Cladocera Скутарийского озера (Черногория) и некоторых близ него лежащих водоемов. // Работы Лаборат. Зоол. каб. Варш. ун-та; 1912; ():162-193.
- Верещагин Г. Ю. К планктону озера Великое Новгородской губернии. Обзоры фауны озера и некоторых соседних водоемов. // Работы Лаборат. Зоол. каб. Варш. ун-та; 1912; (вып 2.):1-265.
- Верещагин Г. Ю. К планктону озера Великое Новгородской губернии. Обзоры фауны озера и некоторых соседних водоемов. // Варш. ун-та изв.; 1912; (4):1-24.
- Верещагин Г. Ю. К планктону озера Великое Новгородской губернии. Обзоры фауны озера и некоторых соседних водоемов. // Варш. ун-та изв.; 1912; (5):25-40.
- Верещагин Г. Ю. К планктону озера Великое Новгородской губернии. Обзоры фауны озера и некоторых соседних водоемов. // Варш. ун-та изв.; 1912; (6):41-48.
- Верещагин Г. Ю. К планктону озера Великое Новгородской губернии. Обзоры фауны озера и некоторых соседних водоемов. // Варш. ун-та изв.; 1912; (7):49-64.
- Верещагин Г. Ю. К планктону озера Великое Новгородской губернии. Обзоры фауны озера и некоторых соседних водоемов. // Варш. ун-та изв.; 1912; (8):65-80.
- Верещагин Г. Ю. К планктону озера Великое Новгородской губернии. Обзоры фауны озера и некоторых соседних водоемов. // Варш. ун-та изв.; 1912; (9):81-96.
- Верещагин Г. Ю. К познанию фауны Cladocera Европейской России. // Труды Гидробиол. ст. на Глубоком озере.; 1912; 4():121-132.

1913
- Верещагин Г. Ю. Заметка о Cladocera Карского плоскогорья и Батумского побережья. // Труды Гидробиол. ст. на Глубоком озере.; 1913; 5(вып.1):109-131.
- Верещагин Г. Ю. Планктон водоемов полуострова Ямала (Cladocera). // Ежегодн. Зоол.музея Акад. наук; 1913; 18(вып.1):: 169—220.
- Верещагин Г. Ю. К планктону озера Великое Новгородской губернии. Обзоры фауны озера и некоторых соседних водоемов. // Варш. ун-та изв.; 1913; (1):97-160.
- Верещагин Г. Ю. К планктону озера Великое Новгородской губернии. Обзоры фауны озера и некоторых соседних водоемов. // Варш. ун-та изв.; 1913; (2):161-265.

1914
- Верещагин Г. Ю. К вопросу о распределении планктонных организмов по водоемам и их участкам. // Протоколы засед. Об-ва естествоисп.. при Варшавск. ун-те; 1914; XXV(3-4):47-80.
- Верещагин Г. Ю. Материалы по фауне Cladocera Гродненской губернии. (Лаборат. Зоол. каб. Варш. ун-та). // Изв. Варш. ун-та. кн.6; 1914; ()::1-35.
- Верещагин Г. Ю. Материалы по фауне Cladocera Гродненской губернии. // Материалы по фауне Cladocera Гродненской губернии. (Лаборат. Зоол. каб. Варш. ун-та); 1914; ():35с.

1916
- Верещагин Г. Ю. Постоянной Комиссии по изучению озер при Русск. геогр. об-ве. // Гидрол. вестник; 1916; (2):133-135.
- Верещагин Г. Ю. Об инструкции и программах исследования водоемов. // Изв. Русск. геогр. об-ва; 1916; 52(вып.6):62.
- Верещагин Г. Ю. Наблюдения над водоемами в долинах рек юго-Востока Европейской России. // Ежегодник Зоол. музея Акад. наук; 1916; 24(5):301-339.
- Верещагин Г. Ю. К вопросу о распределении планктонных организмов по водоемам и их участкам. // Журнал микробиологии; 1916; 3(1):63-166.
- Верещагин Г. Ю. Коллекция ракообразных и планктон. // Изв. Академии наук. ; 1916; 10(16):1501-1503.
- Верещагин Г. Ю. Несколько данных по фауне Entomostraca Центральной Африки. // Научные результаты зоол. экспед. проф. Догеля В. А. и Соколова И. И. в Брит Африку и Уганду в 1914 г.; 1916; 1(5):26с.

1917
- Верещагин Г. Ю. Программа предварительного исследования озера. // Изв. Русск. геогр. об-ва; 1917; 53(вып.1):215-245.

1918
- Верещагин Г. Ю. К познанию водоемов, расположенных у берегов Байкала. // Труды Комис. по изучению озера Байкала.; 1918; 1(вып.1):56-104.
- Верещагин Г. Ю. Отчет о работах, произведенных на Байкале во время командировки от Академии наук летом 1916 г. // Труды Комис. по изучению озера Байкала.; 1918; 1(вып.1):1-54.

1919
- Верещагин Г. Ю. Озерный отдел. // Отчет о деят. Комисс. по изуч. ест.-производ. сил России, сост. при Рос.. Акад. наук. Проект учреждения Российского гидрол ин-та; 1919; вып.16()::65-69.
- Верещагин Г. Ю. О задачах исследования отложений. // Отчет о деят. Комисс. по изуч. ест.-производ. сил России, сост. при Рос.. Акад. наук. Проект учреждения Российского гидрол ин-та; 1919; вып.16()::39-40.
- Верещагин Г. Ю., Стакле П. П., Стопневич А. Д. Вспомогательные учреждения. Центральные регистрационные и справочно-осведомительное бюро (и др.). // Отчет о деят. Комисс. по изуч. ест.-производ. сил России, сост. при Рос.. Акад. наук. Проект учреждения Российского гидрол ин-та; 1919; вып.16()::80-83.
- Верещагин Г. Ю. Биогидрологическое отделение. // Отчет о деят. Комисс. по изуч. ест.-производ. сил России, сост. при Рос.. Акад. наук. Проект учреждения Российского гидрол ин-та; 1919; вып.16():44-48.
- Верещагин Г. Ю., Москвитинов И. И. Перечень задач. Отделение наносов и отложений. // Отчет о деят. Комисс. по изуч. ест.-производ. сил России, сост. при Рос.. Акад. наук. Проект учреждения Российского гидрол ин-та; 1919; вып.16()::40-41.
- Верещагин Г. Ю., Глушков В. Г. Цель учреждения и задачи Российского гидрологического института. // Отчет о деят. Комисс. по изуч. ест.-производ. сил России, сост. при Рос.. Акад. наук. Проект учреждения Российского гидрол ин-та; 1919; вып.16()::5-16.
- Верещагин Г. Ю. Задачи Гидрофизического отделения Общенаучного отдела. // Отчеты о деят. Комисс. по изуч. ест.-производ. сил России, сост. при Рос.. Акад. наук. Материалы к проекту учреждения Российского гидрол ин-та; 1919; (17):138.
- Верещагин Г. Ю. Задачи Озерного отдела. // Отчеты о деят. Комисс. по изуч. ест.-производ. сил России, сост. при Рос.. Акад. наук. Материалы к проекту учреждения Российского гидрол ин-та; 1919; (17):167-170.
- Верещагин Г. Ю. Задачи Отделения льда Общенаучного отдела. // Отчеты о деят. Комисс. по изуч. ест.-производ. сил России, сост. при Рос.. Акад. наук. Материалы к проекту учреждения Российского гидрол ин-та; 1919; (17):138.
- Верещагин Г. Ю. Замечания по проекту общих положений (о гидрологическом учреждении) .2-й редакции. // Отчеты о деят. Комисс. по изуч. ест.-производ. сил России, сост. при Рос.. Акад. наук. Материалы к проекту учреждения Российского гидрол ин-та; 1919; (17):114.
- Верещагин Г. Ю. Мнение о конструкции учреждения для исследования вод. // Отчеты о деят. Комисс. по изуч. ест.-производ. сил России, сост. при Рос.. Акад. наук. Материалы к проекту учреждения Российского гидрол ин-та; 1919; (17):121-123.
- Верещагин Г. Ю., Шмидт П. Ю., Кузнецов И. Д. О задачах Морского отдела в области биогидрологии и промыслов. // Отчеты о деят. Комисс. по изуч. ест.-производ. сил России, сост. при Рос.. Акад. наук. Материалы к проекту учреждения Российского гидрол ин-та; 1919; (17):182-187.
- Верещагин Г. Ю. О постановке исследования озер в России. // Отчеты о деят. Комисс. по изуч. ест.-производ. сил России, сост. при Рос.. Акад. наук. Материалы к проекту учреждения Российского гидрол ин-та; 1919; (17):55-69.
- Верещагин Г. Ю. Перечень конкретных задач Гидрохимического отделения Общенаучного отдела. // Отчеты о деят. Комисс. по изуч. ест.-производ. сил России, сост. при Рос.. Акад. наук. Материалы к проекту учреждения Российского гидрол ин-та; 1919; (17):158.
- Верещагин Г. Ю. Программа деятельности Биогидрологического отделения Общенаучного отдела. // Отчеты о деят. Комисс. по изуч. ест.-производ. сил России, сост. при Рос.. Акад. наук. Материалы к проекту учреждения Российского гидрол ин-та; 1919; (17):163-165.
- Верещагин Г. Ю. Проект конструкции Озерного отдела в связи с общей конструкцией отделов гидрологического учреждения. // Отчеты о деят. Комисс. по изуч. ест.-производ. сил России, сост. при Рос.. Акад. наук. Материалы к проекту учреждения Российского гидрол ин-та; 1919; (17):124-126.

1920
- Верещагин Г. Ю. Исследование озерных богатств Олонецкого края. // Наука и её работники; 1920; (1):30-31.
- Верещагин Г. Ю. Исследование озерных богатств Олонецкого края. // Олонецкий кооператор; 1920; (4-5):25-27.
- Верещагин Г. Ю. Олонецкая научная экспедиция. // Бюлл. Росс. гидрол. ин-та; 1920; (1):3.
- Верещагин Г. Ю. Олонецкая научная экспедиция. // Бюлл. Росс. гидрол. ин-та; 1920; (3):5.

1921
- Верещагин Г. Ю. Обско-Тазовская экспедиция. // Бюлл. Росс. гидрол. ин-та; 1921; (4):2-3.
- Верещагин Г. Ю. Из результатов исследования озер Пудожского уезда Олонецкой губернии летом 1918 г. // Изв.. Росс. гидрол. ин-та; 1921; (1-3):145-157.
- Верещагин Г. Ю. Олонецкая научная экспедиция. // Бюлл. Росс. гидрол. ин-та; 1921; (5):4.
- Верещагин Г. Ю. Предварительные данные о гидрометрических работах Олонецкой научной экспедиции. // Бюлл. Росс. гидрол. ин-та; 1921; (15):3.
- Верещагин Г. Ю. О зимних работах Олонецкой научной экспедиции. // Бюлл. Росс. гидрол. ин-та; 1921; (14):2.
- Верещагин Г. Ю. Вести из Олонецкой научной экспедиции. // Бюлл. Росс. гидрол. ин-та; 1921; (14):4-5.
- Верещагин Г. Ю. // Предварительный отчет о работах Олонецкой научной экспедиции в 1920 г.; 1921; ():49с.
- Верещагин Г. Ю. Центральное гидрологическое регистрационное бюро. // Бюлл. Росс. гидрол. ин-та; 1921; (9):5-6.

1922
- Верещагин Г. Ю. Программа наблюдений над жизнью пресных вод. // Сборник программ школьных наблюдений над природой; 1922; ():93-108.
- Верещагин Г. Ю. Центральное регистрационное бюро. // Бюлл. Геогр. ин-та; 1922; (9-10):4.
- Верещагин Г. Ю. Центральное гидрологическое регистрационное бюро. Работы за первую половину 1922 г. // Бюлл. Геогр. ин-та; 1922; (11-12):5-6.
- Верещагин Г. Ю. Работы Олонецкая научной экспедиции Российского гидрологического института в 1921 г. // Бюлл. Геогр. ин-та; 1922; (7-8):4-5.
- Верещагин Г. Ю. Международный съезд лимнологов. // Бюлл. Росс. гидрол. ин-та; 1922; (2):6-7.
- Верещагин Г. Ю. Олонецкая научная экспедиция. Работы экспедиции в 1922 г. // Бюлл. Росс. гидрол. ин-та; 1922; (11-12):5.
- Верещагин Г. Ю. Комиссия по разработке топографической схемы для гидрологической библиографии. // Бюлл. Росс. гидрол. ин-та; 1922; (6):6-7.
- Верещагин Г. Ю. Комиссия по разработке новейшей аппаратуры. // Бюлл. Росс. гидрол. ин-та; 1922; (5):6-7.
- Верещагин Г. Ю. Инструкция для производства зимних гидробиологических сборов на рр. Неве и Свири. // Исследования р. Невы и её бассейна. Вып. 1. Общие вопросы и инструкции; 1922; ():45-47.
- Верещагин Г. Ю., Еленкин А. А., Рылов В. М. Задачи и программы гидробиологических исследований реки Невы. // Исследования р. Невы и её бассейна. Вып. 1. Общие вопросы и инструкции; 1922; ():27-38.
- Верещагин Г. Ю. Всероссийский гидрологический съезд. // Русск. гидробиол.журнал; 1922; 1(4):143.

1923
- Верещагин Г. Ю. О биоценозах и станциях в водоемах. // Труды 1-го Всероссийского съезда зоол., анат. и гистол. в Петрограде 15-21 декабря 1922 г.; 1923; ():45-46.
- Верещагин Г. Ю., Арнольд И. Н. Отчет о работах Олонецкой экспедиции. // Рыбное хоз.; 1923; кн.3():89-93.
- Верещагин Г. Ю. К вопросу о биоценозах и станциях в водоемах. // Русск. гидробиол.журнал; 1923; 2(3-4):53-63.
- Верещагин Г. Ю. Заметка о пресноводной фауне Памира. // Изв. Рос. гидрол. ин-та.; 1923; (6):21-44.
- Верещагин Г. Ю. Работы Олонецкой научной экспедиции в 1922 г. // Русск. гидробиол.журнал; 1923; 2(1-2):44-45.
- Верещагин Г. Ю. Исследования на Снегозере и Выгозере. // Рыбное хоз.; 1923; кн.3():164-169.
- Верещагин Г. Ю. Карл Карлович Гильзен [Некролог]. // Изв. Русск. геогр. об-ва. Вып.2; 1923; 55(1):299-304.
- Верещагин Г. Ю., Арнольд И. Н., Давыдов К. Н. и др. // Предварительный отчет о работах Олонецкой научной экспедиции в 1921 г.; 1923; ():73с.

1924
- Vereschagin G.Yu. Der Ungleichartigkeit der verschiedenen Teile eines Sees und ihre Bedeutung fur die Aufstellung der Seentypen. // Verh.d. Int.Verein.f.theor.u. angew. Limnol. ; 1924; ():225-232.
- Vereschagin G.Yu. Die Limnologie und ihre Einteilung fur bibliographische Zwecke.. // Verh.d. Int.Verein.f.theor.u. angew. Limnol. ; 1924; ():451-458.
- Верещагин Г. Ю. Об общем ходе полевых работ Олонецкой научной экспедиции в 1923 г. // Изв. Рос. гидрол. ин-та.; 1924; (8):67-68.
- Верещагин Г. Ю. Второй конгресс Международного объединения деятелей, теоретической и прикладной лимнологии. // Изв. Рос. гидрол. ин-та.; 1924; (8):57-59.
- Верещагин Г. Ю. Библиографический указатель литературы о Карелии. // Изв. об-ва изучения Карелии; 1924; (вып.2):96-104.
- Верещагин Г. Ю. Возникновение и общий ход работ Олонецкой научной экспедиции в 1918—1923 гг. // Труды Олон. научной экспедиции. Ч.1.; 1924; (вып.1-2):1-20.
- Верещагин Г. Ю. Программы и методы работ работ Олонецкой научной экспедиции в 1918—1923 гг. // Труды Олон. научной экспедиции. Ч.1.; 1924; (вып.1-2):21-60.
- Vereschagin G.Yu. Die Seen Segosero und Wygosero nach den Forschungen der wissenschaftlichen Olonetz-Expedition. // Verh.d. Int.Verein.f.theor.u. angew. Limnol. ; 1924; ():233-244.
- Верещагин Г. Ю. Программа предварительного исследования озера. // Изв. Русск. геогр. об-ва. Вып.2; 1924; 55(2):113-117.
- Верещагин Г. Ю. Предварительные сведения о полевых работах Олонецкой научной экспедиции в 1923 г. // Изв. Рос. гидрол. ин-та.; 1924; (9):54-55.

1925
- Верещагин Г. Ю. Из работ Байкальской экспедиции 1925. // Докл. АН СССР; 1925; (12):161-164.
- Верещагин Г. Ю. Сравнительная типология изучения озер, как очередная задача русской лимнологии // Труды 1-го Всероссийского гидрол. съезда в Ленинграде . 7-14 мая 1924 г.; 1925; ():171-173.
- Vereschagin G.Yu. The limnologische Literatur der Jahreы 1923. Russland 1925.. // Arch. fur Hydrobiol. Literatu-Suppl.; 1925; I()::76-126.
- Верещагин Г. Ю. Доклад Комиссии Гидрологического съезда по выработке согласованной программы работ озерных станций с целью сравнительно-типологического изучения озер // Труды 1-го Всероссийского гидрол. съезда в Ленинграде . 7-14 мая 1924 г.; 1925; ():163-167.
- Верещагин Г. Ю. К вопросу об элементах морской фауны и флоры в пресных водах Европейской России. // Труды 1-го Всероссийского гидрол. съезда в Ленинграде . 7-14 мая 1924 г.; 1925; ():462-465.
- Верещагин Г. Ю., Соколов И. И. Лимнологический очерк озера Выгозера. // Труды 1-го Всероссийского гидрол. съезда в Ленинграде . 7-14 мая 1924 г.; 1925; ():198-200.
- Верещагин Г. Ю. Из результатов работ Байкальской экспедиции АН СССР летом 1925 г. // Жизнь Бурятии; 1925; (5-6):104-108.
- Верещагин Г. Ю. Схема предметного деления гидрологии. // Труды 1-го Всероссийского гидрол. съезда в Ленинграде . 7-14 мая 1924 г.; 1925; ():553-557.
- Верещагин Г. Ю. О деятельности Центрального бюро гидрологической библиографии Российского гидрологического института. // Труды 1-го Всероссийского гидрол. съезда в Ленинграде . 7-14 мая 1924 г.; 1925; ():552-553.

1926
- Верещагин Г. Ю. Работы Байкальской экспедиции Академии наук СССР в 1925 г. // Русск. гидробиол.журнал; 1926; 5(1-2):32-33.
- Верещагин Г. Ю. Список Cladocera Днипровского бассейну Киевского району. // Зборник праць Днипр. биол.ст.; 1926; ч1.():177-180.
- Верещагин Г. Ю. Предварительные сведения о результатах работ Байкальской экспедиции Академии наук СССР в 1925 г. // Труды Иркутск. магнито-метеорол. обсерв. ; 1926; (1):62-65.
- Верещагин Г. Ю. Положительное и отрицательное движение береговой линиина озере Снегозере // Труды Олон. научной экспедиции. Ч.3. Геология.; 1926; (вып.1):3-26.
- Верещагин Г. Ю. Байкальская гидробиологическая станция в Маритуе. // Труды Иркутск. магнито- метеорол. обсерв. ; 1926; (1):66-71.
- Верещагин Г. Ю. Комиссия по изучению озера Байкал. Байкальская экспедиция. // Отчет о деятельности АН СССР за 1925 г. ; 1926; ()::338-342.
- Верещагин Г. Ю. К систематике и биологии голомянки // Докл. АН СССР; 1926; (3):47-50.
- Верещагин Г. Ю.,Гильзен К. К. К познанию грунтов некоторых озер Витебской губернии. // Изв. Сапроп. комит.; 1926; (3):3-92.
- Верещагин Г. Ю. Биологический анализ сапропелей озера Белого и других в Вышневолоцком уезде Тверской губернии. // Изв. Сапроп. комит.; 1926; (3):172-178.
- Верещагин Г. Ю. Байкальская экспедиция АН СССР. // Метеорол. вестн.; 1926; 10()::222-223.
- Верещагин Г. Ю. Гидрологическая съемка. // Метеорол. вестн.; 1926; (11):257.

1927
- Vereschagin G.Yu. The limnologische Literatur der Jahre 1924 und 1925. Russland 1924.. // Arch. fur Hydrobiol. Literatu-Suppl.; 1927; II()::150-207.
- Vereschagin G.Yu. The limnologische Literatur der Jahre 1924 und 1925.Russland 1925.. // Arch. fur Hydrobiol. Literatu-Suppl.; 1927; II()::207-280.
- Vereschagin G.Yu. Anmerkungen zum Schema der bibliographischen [Sach] Einteilung der Binnengewasserkunde. // Arch. fur Hydrobiol.Literatu-Suppl.; 1927; II()::14-17.
- Vereschagin G.Yu. Organisationder bibliographischen Arbeiten der Internationalen Vereinigung fur theoretische und angewandte Limnologie. // Arch. fur Hydrobiol. Literatu-Suppl.; 1927; II()::1-14.
- Vereschagin G.Yu. Nouvelles etudes du lac Baikal. // C.R. Acad . sci, Paris; 1927; 185()::960-962.
- Верещагин Г. Ю. Термические наблюдения, произведенные в южном Байкале летом 1926 г. // Докл. АН СССР; 1927; (13):201-206.
- Верещагин Г. Ю. Гидрохимические наблюдения, произведенные в южном Байкале летом 1926 г. //Докл. АН СССР; 1927; (20):327-332.
- Верещагин Г. Ю. Комиссия по изучению озера Байкал . Байкальская экспедиция. // Отчет о деятельности АН СССР за 1926 г. Отчет о научных командировках и экспедициях; 1927; 2()::248-257.
- Верещагин Г. Ю. Некоторые данные о режиме глубинных вод Байкала в районе Маритуя. // Труды Комис. по изучению озера Байкала.; 1927; 2()::77-138.
- Верещагин Г. Ю. Опыт свода литературы по Байклу и его побережью. // Труды Комис. по изучению озера Байкала.; 1927; 2()::187-222.
- Верещагин Г. Ю. // Очерк организации и деятельности Центрального бюро гидрологической библиографии Государственного гидрологического института; 1927; (30):22с.
- Верещагин Г. Ю. Новое простое приспособление для взятия проб воды в неглубоких водоемах. // Русск. гидробиол.журнал; 1927; 6(6-7):155-156.
- Верещагин Г. Ю., Аничкова Н. И., Предтеченский Н. П., Толмачев В. А., Форш Т. Б. Опыт гидрологической съемки озера Ласси-Лампи Ленинградского уезда Токсовской волости. // Сборник в честь проф. Книповича Н. М.; 1927; ():169-193.

1928
- Верещагин Г. Ю. Библиографические работы Международного объединения деятелей, теоретической и прикладной лимнологии. // Изв. Гос. гидрол. ин-та.; 1928; (21):147-148.
- Верещагин Г. Ю. Библиографические работы Международного объединения деятелей, теоретической и прикладной лимнологии. // Русск. гидробиол. журнал; 1928; 7(1-2):28-29.
- Верещагин Г. Ю. Комиссия по изучению озера Байкал. // Отчет о деятельности АН СССР за 1927 г. Отчет о научных командировках и экспедициях; 1928; 2()::284-285.
- Верещагин Г. Ю. Экспедиция по изучению озера Байкал. // Отчет о деятельности АН СССР за 1927 г. Ч.1-2 Общий отчет; 1928; 1()::105-113.
- Верещагин Г. Ю. Отчет о работах Байкальской экспедиции АН СССР в 1925 г. // Бурятиеведение; 1928; 4(8):140-141.
- Vereschagin G.Yu. Bibliographische Arbbeiten der Internationalen Vereinigung fur theoretische und angewandte Limnologie. // Arch. fur Hydrobiol.; 1928; Bd.19()::369-370.
- Vereschagin G.Yu. Vorlaufige Betrachtungen uber den Ursprung der Fauna und Flora des Bajkalsees. // Докл. АН СССР; 1928; (20)::407-412.
- Верещагин Г. Ю. Комиссия по изучению озера Байкал. // Отчет о деятельности АН СССР за 1926 г. Ч.1. Общий отчет; 1928; 1()::301-303.

1929
- Верещагин Г. Ю. Байкал. // Сибирская советская энциклопедия; 1929; 1():190-199.
- Верещагин Г. Ю. Байкал и новейшие его исследования. // Бурятиеведение; 1929; (1-2):38-54.
- Верещагин Г. Ю. Комиссия по изучению озера Байкал. // Отчет о деятельности АН СССР за 1928 г. Ч.1. Общий отчет; 1929; ()::266-267.
- Верещагин Г. Ю. Байкальская экспедиция. // Отчет о деятельности АН СССР за 1928 г. Ч.2. Отчет о научных командировках и экспедициях; 1929; ()::106-114.
- Верещагин Г. Ю. Методы и программы полустационарного исследования озер. // Труды 2-го Всесоюзного гидрологического съезда в Ленинграде. 20-27 апреля 1928 г.; 1929; 2()::251-254.
- Верещагин Г. Ю. Методы сравнительно-морфометрического изучения озер. // Труды 2-го Всесоюзного гидрологического съезда в Ленинграде. 20-27 апреля 1928 г.; 1929; 2()::275-277.
- Верещагин Г. Ю., Сидорычев И. П. Некоторые наблюдения над биологией голомянки. // Докл. АН СССР; 1929; (5):125-130.
- Верещагин Г. Ю., Сидорычев И. П. Зимний химический режим рек Селенги и Уды. // Докл. АН СССР; 1929; (2):49-54.
- Верещагин Г. Ю. К вопросу о жемчужном промысле в Карело-Мурианском крае. // Карело-Мурманский край; 1929; (1):30-32.
- Верещагин Г. Ю. К вопросу о жемчужном промысле в Карело-Мурианском крае. // Карело-Мурманский край; 1929; (2):33-36.
- Верещагин Г. Ю. К познанию фауны Cladocera Днепра и водоемов его долины в окрестностях Киева. // Ежегодн. Зоологического музея АН СССР; 1929; 30(1):53-130.
- Верещагин Г. Ю. Список литературы по жемчужному промыслу в Карелии и Мурманской губернии. //Карело-Мурманский край; 1929; (3):35-36.
- Vereschagin G.Yu. Organisation der bibliographischen Arbaiten der InternationalenVereinigung fur theoretische und angewandte Limnologie. // Int.Verein.f.theor.u. angew. Limnol. Bibliogr. Komiss. Publ.; 1929; (1):15p.
- Vereschagin G.Yu. Methoden der hydrochemischen analyse in ihren Anwendungen zu Limnologischen Forschungen. // Verh.d. Int.Verein.f.theor.u. angew. Limnol. Paris; 1929; (4):640-643.
- Vereschagin G.Yu. Methoden der hydrochemischen analyse in ihren Anwendungen zu Limnologischen Forschungen. // Atti del IV Congr. int.di limnol. teor. ed applic.; 1929; ():640-644.
- Vereschagin G.Yu. Resultats d`une exploration scientifique du Baikal en 1925—1927. // Atti del IV Congr. int.di limnol. teor. ed applic.; 1929; ():645-667.

1930
- Верещагин Г. Ю. Методы полевого гидрохимического анализа в их применении к гидрологической практике. — 1930. — 135 с.
- Vereschagin G.Yu. Die limnologische Station der Akademie der Wissenschaften der USSR am Baikalsee im ersten Jahre ihrer Tatigkeit. // Arch. fur Hydrobiol.; 1930; Bd. 21()::741-750.
- Верещагин Г. Ю., Михаэльсен В. Oligohaeten aus dem Selenga- Gebiete des Baikalsees. // Труды Комис. по изучению озера Байкала; 1930; 3()::213-226.
- Верещагин Г. Ю. К вопросу о происхождении и истории фауны и флоры Байкала. // Труды Комис. по изучению озера Байкала; 1930; 3()::77-116.
- Верещагин Г. Ю. Маршруты Байкальской экспедиции Академии наук СССР 1925—1929 гг., ч.1. Летние работы 1925 и 1926 гг. // Труды Комис. по изучению озера Байкала.; 1930; 3()::227-266.
- Верещагин Г. Ю. Организация простейших гидрометеорологических наблюдений на Байкале. // Труды Комис. по изучению озера Байкала.; 1930; 3()::267-276.
- Верещагин Г. Ю. Байкальская экспедиция. // Отчет о деятельности АН СССР за 1929 г. Ч.2. Отчет о научных командировках и экспедициях; 1930; ()::86-92.
- Верещагин Г. Ю. Комиссия по изучению озера Байкал и Байкальская станция. // Отчет о деятельности АН СССР за 1929 г. Ч.1. Общий отчет; 1930; ()::277-279.
- Верещагин Г. Ю. О добыче перламутра и жемчуга в Карелии и Мурманском крае. // Озера Карелии; 1930; ()::145-155.
- Верещагин Г. Ю. Методы морфометрической характеристики озер. // Труды Олон. научн. экспедиции.ч.2. География.; 1930; вып.1()::1-114.
- Верещагин Г. Ю. Методы полевых гидрохимических исследований в их применении к вопросам гидрологии. // Труды 2-го Всесоюзного гидрологического съезда в Ленинграде. 20-27 апреля 1928 г.; 1930; 3()::299-309.
- Верещагин Г. Ю. К вопросу о происхождении фауны Байкала. // Труды 2-го Всесоюзного гидрологического съезда в Ленинграде. 20-27 апреля 1928 г.; 1930; 3()::247-248.
- Верещагин Г. Ю. Кислород, растворенный в природных водах. // Гидрохимические материалы; 1930; 6()::64-97.
- Верещагин Г. Ю. Подготовка полевых гидрохимических работ. // Изв. Гос. гидрол. ин-та.; 1930; (28):85.

1931
- Верещагин Г. Ю. Байкальская биологическая станция. // Отчет о деятельности АН СССР в 1930 г.; 1931; ():174-175.
- Верещагин Г. Ю. Байкальская лимнологическая станция. // Вестн. АН СССР; 1931; (3):40-42.
- Верещагин Г. Ю. Краевой научный съезд в Иркутске. // Вестн. АН СССР; 1931; (6):57-58.
- Верещагин Г. Ю. // Инструкция по библиографированию гидрологической литературы; 1931; ():47с.
- Верещагин Г. Ю. А. А. Захваткин (некролог). // Вестн. АН СССР; 1931; (3):50.
- Верещагин Г. Ю. // Указатель литературы по гидрологии, вышедшей в 1928 г.; 1931; (30):1-163.
- Верещагин Г. Ю. // Указатель литературы по гидрологии, вышедшей в 1929 г.; 1931; (30):155с.
- Верещагин Г. Ю. Влияние Байкала на летний термический режим Ангары. // Докл. АН СССР; 1931; (2):49-54.
- Верещагин Г. Ю. К вопросу о неравномерности поднятия берегов Онежского озера. // Труды Олон. научной экспедиции. Ч.3. Геология.; 1931; (вып.2):1-46.
- Vereschagin G.Yu. Methoden der hydrochemischen analyse in der Limnologischen Praxis. // Verh.d. Int.Verein.f.theor.u. angew. Limnol. Paris; 1931; (1):1-230.
- Vereschagin G.Yu. Bericht uber die Literatur der Binnengewasserkunde fur die Jahre 1926 und 1927.. // Arch. fur Hydrobiol.; 1931; III()::1-638.

1932
- Верещагин Г. Ю. Термический режим Ангары и образование донного льда. // Вестн. АН СССР; 1932; (9):68-69.
- Верещагин Г. Ю. Термические периоды и образование донного льда на Ангаре. // Извест. АН СССР, ОМЕН; 1932; (10):1473-1484.
- Верещагин Г. Ю. Суточный ход некоторых гидрологических элементов на Байкале и его лимнологическое значение. // Труды Байкальской лимнол. станции; 1932; т.2;():107-200.
- Верещагин Г. Ю. Материалы к познанию термического режима р. Ангары на участке от Байкала до Иркутска. // Труды Байкальской лимнол. станции; 1932; т.3;():65-268.
- Верещагин Г. Ю. Работы Байкальской лимнологической станции. // Вестн. АН СССР. Внеочередной номер экспедиции АН СССР в 1931 г.; 1932; ():93-96.
- Верещагин Г. Ю. Работа Байкальской лимнологической станции. // Экспедиция Всесоюзной Академии наук СССР 1931 г.; 1932; ():64-69.
- Верещагин Г. Ю. К гидрохимии озера Имандра. // Иссл. озер СССР.; 1932; (вып.1):27-33.
- Верещагин Г. Ю. Байкальская лимнологическая станция.. // Отчет о деятельности АН СССР в 1931 г.; 1932; ():322-325.
- Верещагин Г. Ю. Лимнология и пути её современного развития. // Иссл. озер СССР.; 1932; (вып.1):5-19.
- Верещагин Г. Ю. Поверка методов полевого гидрохимического анализа. // Иссл. озер СССР.; 1932; (вып.1):81.
- Верещагин Г. Ю. Природные богатства и значение Байкала в проблеме Ангарстроя. // Материалы к I Всесоюзной конф. по размещ. производит. сил СССР по II пятилетке. Госплан СССР; 1932; ():8стр.

1933
- Верещагин Г. Ю. Байкальская лимнологическая станция. // Отчет о деятельности АН СССР в 1932 г.; 1933; ():195-198.
- Верещагин Г. Ю. Вопрос об унификации сокращенного цитирования периодических изданий. // Сб. статей по библиографии и работе научных библиотек ; 1933; ():118-123.
- Лукашук А. И., Верещагин Г. Ю. Газы, выделяющиеся со дна Байкала. // Прибайкалье; 1933; ():21.
- Верещагин Г. Ю. Исследования на Байкале. // Вестн. АН СССР; 1933; (5):37-38.
- Верещагин Г. Ю. На Байкале. // Вестн. АН СССР; 1933; (11):13-15. (9371)
- Верещагин Г. Ю. Новые данные о происхождении и истории Байкала. // Докл. АН СССР; 1933; (4):48-54.
- Верещагин Г. Ю. Литература о Байкале за период 1927—1931 гг. и дополнения за прежние годы. // Труды Байкальской лимнол. станции; 1933; т.5;():163-178.
- Верещагин Г. Ю. Материалы к познанию реки Ангары между Байкалом и Большой Мамырью. // Труды Байкальской лимнол. станции; 1933; т.4;():105-147.
- Верещагин Г. Ю., Захваткин А. А. Новая модель горизонтальной планктонной сетки. // Труды Байкальской лимнол. станции; 1933; т.5;():156-161.
- Верещагин Г. Ю. Методы полевого гидрохимического анализа в их применении к гидрологической практике .Изд.2.; 1933; ():127с.
- Верещагин Г. Ю. Истинные величины переохлаждения природных вод в связи с вопросом о предельной глубине образования донного льда. // Журнал геофиз.; 1933; 3(1):98-102.
- Vereschagin G.Yu. Kurzer Bericht uber die Tatigkeit der Bibliographischen Kommission fur die Jahre 1931—1932. // Verh.d. Int.Verein.f.theor.u. angew. Limnol. Paris; 1933; bd 6(1):28-30.
- Vereschagin G.Yu. Bericht uber die Tatigkeit der Bibliographischen Kommission der IVL. // Verh.d. Int.Verein.f.theor.u. angew. Limnol. Paris; 1933; bd 6(1):33.

1934
- Геологическая карта Прибайкалья / АН СССР.Сиб.отд-ние. Ин-т Земной коры,Вост.-Сиб. НИИ геологии, геофизики и минер.сырья;Сост.в 1933 г. −1:1000 000.-Б. М.; 1934; ():2л.
- Верещагин Г. Ю. // Указатель литературы по гидрологии суши за 1928 г.; 1934; ():500с.
- Верещагин Г. Ю., Горбов А. И., Менделеев И. Д. К вопросу о нахождении в природе воды аномальной плотности. // Докл. АН СССР; 1934; 2(2):131-136.
- Верещагин Г. Ю. Термические особенности текучих вод. // Докл. АН СССР; 1934; 1(8):522-528. (9363)
- Верещагин Г. Ю. Лимнология и её главные задачи. // Вестн. АН СССР; 1934; (10):1-7.
- Верещагин Г. Ю. Псевдобатометр. // За рационализацию гидрологии ; 1934; ():128.
- Верещагин Г. Ю. Байкальская лимнологическая станция. // Отчет о деятельности АН СССР в 1933 г.; 1934; ():180-183.

1935
- Верещагин Г. Ю. Два типа биологических комплексов Байкала. // Тр. Байкал. лимнол. ст. АН СССР; 1935; 6():199-212.
- Vereschagin G.Yu. Bericht uber die Tatigkeit der Bibliographischen Kommission der IVL.. // Verh.d. Int.Verein.f.theor.u. angew. Limnol. Paris; 1935; bd7(1):26-30.
- Верещагин Г. Ю. Байкал и работы на нем Лимнологической станции Академии наук СССР. // Природа; 1935; (2):70-75.
- Верещагин Г. Ю. Байкальская лимнологическая станция. // Отчет о деятельности АН СССР в 1934 г.; 1935; ():317-321
- Верещагин Г. Ю. Байкальская лимнологическая станция Академии наук СССР. // Наука и жизнь ; 1935; (12):42-45.
- Верещагин Г. Ю. К вопросу о научной классификации гидрологии. // Журнал геофиз.; 1935; 5(3):368-369.
- Верещагин Г. Ю. Указатель литературы по гидрологии суши за 1929 г.; 1935; ():542с.

1936
- Верещагин Г. Ю. Главнейшие результаты работ Байкальской Лимнологической станции Академии наук СССР. // Соц. строительство Бурят-Монголии; 1936; (3-4):68-78.
- Верещагин Г. Ю. Комплексное изучение озера Байкал. // Нар. хоз. Вост. Вост.-Сиб. края; 1936; (1):134-138.
- Верещагин Г. Ю. Озеро Байкал. // Справочник по водным ресурсам СССР; 1936; 16(1):502-573.
- Верещагин Г. Ю. Основные черты вертикального распределения динамики водных масс на Байкале. // Акад. В. И. Вернадскому к 50-летию научной и педагогической деятельности; 1936; т.2;():1207-1230.
- Верещагин Г. Ю. Проблема комплексного исследования и использования Байкала. // Проблемы Бурят-Монгольской АССР; 1936; т.2;():139-151.

1937
- Верещагин Г. Ю. Современные движения земной коры в Прибайкалье в связи с вопросом о методе их наблюдения на крупных озерах. // Пробл. физ. геогр.; 1937; 4():: 105—115.
- Верещагин Г. Ю. Байкал. // Вестн. знания ; 1937; (10):: 26-31.
- Верещагин Г. Ю., Россолимо Л. Л. О советском озероведении. // Вестн. АН СССР; 1937; (4-5): 110—113.
- Верещагин Г. Ю. Работа Лимнологической станции Академии наук СССР на Байкале. // Известия АН СССР, сер. биол.; 1937; (3): 1081—1091.
- Верещагин Г. Ю. Поднятие уровня Байкала Ангарстроем и проблема рыбного хозяйства. // Труды Байкальской лимнол. станции; 1937; т.7;():219-251.
- Верещагин Г. Ю. Исследование горных водоемов Байкальского хребта в 1930 г. // Труды Байкальской лимнол. станции; 1937; т.7;():7-9.
- Vereschagin G.Yu. Etudes du lac Baikal.Quelques problemes Limnologique. // Verh.d. Int.Verein.f.theor.u. angew. Limnol. Paris; 1937; 3(8):189-207.

1938
- Верещагин Г. Ю. О прогнозах зимнего термического режима водохранилищ. // Известия Гос. геогр. об-ва; 1938; 70(6):769-772.
- Верещагин Г. Ю. Задача исследования озер Ильменской группы. // Известия Гос. геогр. об-ва; 1938; 70(1):45-49.

1939
- Верещагин Г. Ю. Ледяной покров Байкала в районе истока Ангары. // Труды Байкальской лимнол. станции; 1939; т.9;():45-69.
- Верещагин Г. Ю. Работы байкальской лимнологической станции по изучению ледяного покрова Байкала. // Труды Байкальской лимнол. станции. — 1939; — Т. 9. — С. 5-21.
- Верещагин Г. Ю. О некоторых проблемах, связанных с изучением Байкала. // Природа; 1939; (12)::33-43.
- Верещагин Г. Ю. Происхождение и история фауны и флоры Байкала в связи с вопросом о происхождении их в континентальных водах вообще. // Известия Гос. геогр. об-ва; 1939; 71(9):1277-1294.
- Верещагин Г. Ю. Современное движение земной коры в Прибайкалье в связи с вопросом о методе их наблюдения на крупных озерах. // Труды советск. секции Межд. ассоциации по изуч. четвертичного периода.; 1939; (вып.4):8-12.

1940
- Верещагин Г. Ю. Теоретические вопросы, связанные с разработкой проблемы происхождения и истории Байкала. // Тр. Байкал. лимнол. ст. АН СССР; 1940; 10():7-72.
- Верещагин Г. Ю. Происхождение и история Байкала, его фауны и флоры. // Тр. Байкал. лимнол. ст. АН СССР; 1940; 10():73-239.
- Верещагин Г. Ю. Загадка фауны и флоры Байкала. // Наука и жизнь; 1940; (11-12):28-30.
- Vereschagin G.Yu. Origines et histoire de la faune et de la flora du lac Baikal. // Int, Rev.d. gesamten Hydrobiol.; 1940; (5-6)::390-419.
- Верещагин Г. Ю. Прогноз изменений высоты уровня Байкала в зимнее время. // Известия АН СССР. Сер. геогр.и геофиз.; 1940; (2)::223-228.

1941
- Верещагин Г. Ю. Байкальская лимнологическая станция. // Реф. научно-исслед. работ. Отдел геол.-геогр. наук АН СССР за 1940 г. ; 1941; ():176-178.
- Верещагин Г. Ю. Значение дна для термического режима водоемов в зимнее время. // Реф. научно-исслед. работ. Отдел геол.-геогр. наук АН СССР за 1940 г. ; 1941; ():186-187.
- Верещагин Г. Ю. Современные методы прогноза термического режима водоемов. // Реф. научно-исслед. работ. Отдел геол.-геогр. наук АН СССР за 1940 г. ; 1941; ():182-184.
- Верещагин Г. Ю. Вода как народохозяйственный фактор и организация её изучения в СССР. // Известия Всесоюзного геогр. об-ва.; 1941; 73(вып.2):181-189.
- Верещагин Г. Ю. О современных методах прогноза термического режима озер и водохранилищ. // Известия АН СССР. Сер. геогр.и геофиз.; 1941; (3)::377-392.
- Верещагин Г. Ю. О некоторых малоразработанных вопросах химического взаимодействия водоемов с окружающей их средой. // Сборник тезисов. Конференция по химии пресных водоемов; 1941; ():63-64.

1942
- Верещагин Г. Ю., Талиев Д. Н. Краткий рыбопромышленный календарь для Байкала. — 1942. — 32 с.
- Верещагин Г. Ю. Указания по рыбопромысловой разведке на Байкале. — 1942. — 31 с.

1943
- Верещагин Г. Ю. Байкальская лимнологическая станция. // Вестник Академии наук СССР; 1943; (9-10):75-76.

1947
- Верещагин Г. Ю. Байкал: Научно-популярный очерк. — 1947. — 170.

1949
- Верещагин Г. Ю. Байкал: Научно-популярный очерк. — 1949. — 228.